# Вандорен, Жюль
Жюль Вандоре́н (фр. Jules Vandooren, произносится [vɑ̃doʁɛn]; 30 декабря 1908 — 7 января 1985) — французский футболист, защитник сборной Франции, участник чемпионатов мира 1934 и 1938.

## Карьера

### Клубная
Большую часть своей карьеры игрока Жюль Вандорен провёл в клубе «Олимпик Лилль», за который выступал с 1928 по 1939 год. В составе «Олимпика» защитник участвовал в первом чемпионате Франции и стал победителем этого турнира. В 1939 году Вандорен в составе «догов» дошёл до финала кубка Франции, где его команда уступила парижскому «Расингу» со счётом 1:3. Вскоре после этого Вандорен перешёл в «Ред Стар», за который выступал два года. Завершил карьеру футболиста в «Реймсе» в 1943 году.

### В сборной
Жюль Вандорен дебютировал в сборной Франции 12 февраля 1933 года в товарищеском матче с Австрией. Защитник дважды (в 1934 и 1938 годах) попадал в заявку национальной сборной для участия в чемпионате мира, однако ни в одном матче на мировых первенствах не сыграл.
13 декабря 1936 года Вандорен впервые в своей карьере сыграл за сборную с капитанской повязкой. Это произошло в товарищеском матче со сборной Югославии
В последний раз за сборную Жюль Вандорен выступал 15 марта 1942 года в товарищеском матче со сборной Испании. Всего защитник провёл за национальную команду 22 товарищеских матча (из которых 3 — в качестве капитана).

### Тренерская
Жюль Вандорен начал тренерскую карьеру в 1941 году, выступая за «Реймс» в качестве играющего тренера. В дальнейшем возглавлял французские и бельгийские клубы, а также сборную Сенегала (с 1961 по 1963 год). С «Гентом» Вандорен в 1955 году стал вице-чемпионом Бельгии. «Гент» и стал последним клубом в тренерской карьере Вандорена, которая завершилась в 1970 году.

## Статистика
| Матчи Вандорена за сборную Франции | Матчи Вандорена за сборную Франции | Матчи Вандорена за сборную Франции | Матчи Вандорена за сборную Франции | Матчи Вандорена за сборную Франции | Матчи Вандорена за сборную Франции | Матчи Вандорена за сборную Франции |
| ---------------------------------- | ---------------------------------- | ---------------------------------- | ---------------------------------- | ---------------------------------- | ---------------------------------- | ---------------------------------- |
| №                                  | Дата                               | Соперник                           | Счёт                               | Голы Вандорена                     | Турнир                             |                                    |
| 1                                  | 12 февраля 1933                    | Австрия                            | 0:4                                | -                                  | Товарищеский матч                  |                                    |
| 2                                  | 19 марта 1933                      | Германия                           | 3:3                                | -                                  | Товарищеский матч                  |                                    |
| 3                                  | 23 апреля 1933                     | Испания                            | 1:0                                | -                                  | Товарищеский матч                  |                                    |
| 4                                  | 25 мая 1933                        | Уэльс                              | 1:1                                | -                                  | Товарищеский матч                  |                                    |
| 5                                  | 6 декабря 1933                     | Англия                             | 1:4                                | -                                  | Товарищеский матч                  |                                    |
| 6                                  | 21 января 1934                     | Бельгия                            | 3:2                                | -                                  | Товарищеский матч                  |                                    |
| 7                                  | 11 марта 1934                      | Швейцария                          | 0:1                                | -                                  | Товарищеский матч                  |                                    |
| 8                                  | 24 января 1935                     | Испания                            | 0:2                                | -                                  | Товарищеский матч                  |                                    |
| 9                                  | 17 февраля 1935                    | Италия                             | 1:2                                | -                                  | Товарищеский матч                  |                                    |
| 10                                 | 17 марта 1935                      | Германия                           | 1:3                                | -                                  | Товарищеский матч                  |                                    |
| 11                                 | 19 мая 1935                        | Венгрия                            | 2:0                                | -                                  | Товарищеский матч                  |                                    |
| 12                                 | 27 октября 1935                    | Швейцария                          | 1:2                                | -                                  | Товарищеский матч                  |                                    |
| 13                                 | 9 февраля 1936                     | Чехословакия                       | 0:3                                | -                                  | Товарищеский матч                  |                                    |
| 14                                 | 13 декабря 1936                    | Югославия                          | 1:0                                | -                                  | Товарищеский матч                  |                                    |
| 15                                 | 4 декабря 1938                     | Италия                             | 0:1                                | -                                  | Товарищеский матч                  |                                    |
| 16                                 | 22 января 1939                     | Польша                             | 4:0                                | -                                  | Товарищеский матч                  |                                    |
| 17                                 | 16 марта 1939                      | Венгрия                            | 2:2                                | -                                  | Товарищеский матч                  |                                    |
| 18                                 | 18 мая 1939                        | Бельгия                            | 3:1                                | -                                  | Товарищеский матч                  |                                    |
| 19                                 | 21 мая 1939                        | Уэльс                              | 2:1                                | -                                  | Товарищеский матч                  |                                    |
| 20                                 | 28 января 1940                     | Португалия                         | 3:2                                | -                                  | Товарищеский матч                  |                                    |
| 21                                 | 8 марта 1942                       | Швейцария                          | 0:2                                | -                                  | Товарищеский матч                  |                                    |
| 22                                 | 15 марта 1942                      | Испания                            | 0:4                                | -                                  | Товарищеский матч                  |                                    |

Итого: 22 матча; 8 побед, 3 ничьих, 11 поражений.

## Достижения

### В качестве игрока
- Чемпион Франции: 1932/33
- Вице-чемпион Франции: 1935/36
- Финалист Кубка Франции: 1938/39

### Тренерские
- Вице-чемпион Бельгии: 1954/55